# Glacis (vesting)

Schematische weergave van een glacis; boven een doorsnede, onder een bovenaanzicht

Een glacis is in de vestingbouw het van buiten naar binnen glooiend omhoog lopende terrein om een verdedigingswerk heen. Beschermd door de glooiing en aan het zicht van de aanvaller onttrokken, ligt achter het glacis de bedekte weg, waar de soldaten alleen door krombaangeschut kunnen worden geraakt.
Men onderscheidt het (buiten)glacis van het binnenglacis, rond het reduit.
Bij sommige vestingwerken is buiten de glacis nog een gracht of greppel aangelegd als extra hindernis tegen de aanvallers.
In sommige Nederlandse gemeenten zijn er straatnamen die nog herinneren aan een glacis. Zo is er in Maastricht en Hulst de Glacisweg, in Vlissingen de Glacisstraat en in Zutphen Het Glacis. 
acces · affuit · approche · arsenaal · banket · barbacane · barbette · bastion · bastei · batterij · bedekte weg · beer · berm · blokhuis · bolwerk · borstwering · bres · buitenwerk · bunker · bonnet-traverse · caponnière · circumvallatielinie · citadel · contravallatielinie · contre-approche · contrefossé · contregarde · coupure· contrescarpe · courtine · couvre-face · cunette · damsluis · Dienst der Fortificatiën · demi-lune · dwingel · enveloppe · erkertoren · escarpe · face · faussebraye · flank · flèche · fort · fossé · glacis · gracht · halve maan · hamei · hoornwerk · inundatie ·  inundatiekanaal · inundatiesluis · Italiaans vestingstelsel · kat · kazemat · keel · kroonwerk · kruithuis · landpoort · linie · lunet · mezekouw · Nieuw Nederlands Vestingstelsel · onderwal · ontmanteling · opril · Oud-Nederlands vestingstelsel · palissade · papenmuts · plongee · polygonaal stelsel · poortgebouw · poterne · pulvertoren · ravelijn · redan · redoute · reduit · retranchement · rondeel · saillant · sas · schans · schietgat · schilderhuis · schootsveld · singel · sortie · stadsmuur · stadspoort · tamboer · terreplein · tenaille · tobruk · torenfort · traverse · valhek · verdedigingswerk · vesting · vestingstad · voorwerk · wal · walstraat · waltoren · wapenplaats · waterlinie · waterpoort · weermuur · wolfskuil · zwaluwstaart